# لي دونغ-هوي
لي دونغ-هوي هو ممثل كوري جنوبي ولد في 22 يوليو 1985. وهو على علاقة مع الممثلة هويون جونغ منذ 2016.